# Římskokatolická farnost Veliš u Vlašimi
Římskokatolická farnost Veliš u Vlašimi je jedno z územních společenství římských katolíků v vlašimském vikariátu s farním kostelem sv. Josefa.

## Kostely farnosti
| Kostel              | Místo        | Bohoslužba        |
| ------------------- | ------------ | ----------------- |
| sv. Josefa          | Veliš        | ne 08.00 čt 17.30 |
| sv. Vavřince        | Bedřichovice |                   |
| Nejsvětější Trojice | Hradiště     |                   |
| Panny Marie         | Sedlečko     |                   |

## Osoby ve farnosti
P. Petr Havlík, administrátor excurrendo